# Spathius rubidus
Spathius rubidus är en stekelart som först beskrevs av Rossi 1794.  Spathius rubidus ingår i släktet Spathius och familjen bracksteklar. Arten är reproducerande i Sverige. Utöver nominatformen finns också underarten S. r. bimaculatus.